# Condado de Jackson (Illinois)
O Condado de Jackson é um dos 102 condados do Estado americano de Illinois. A sede do condado é Murphysboro, e sua maior cidade é Murphysboro. O condado possui uma área de 1 561 km² (dos quais 37 km² estão cobertos por água), uma população de 59 612 habitantes, e uma densidade populacional de 39 hab/km² (segundo o censo nacional de 2000). O condado foi fundado em 10 de janeiro de 1816.